# Церковь Михаила Архангела (Зарубинки)
Церковь Михаила Архангела — православный храм Смоленской епархии Русской православной церкви, расположенный в деревне Зарубинки Смоленского района Смоленской области. 
Объект культурного наследия народов России регионального значения.

## История
До 1861 г. Зарубинки входили в состав прихода села Иньково Поречского уезда. В 1861 г. по просьбе местных прихожан, которым далеко было ходить в храм, сюда из Иньково была перевезена деревянная церковь, возведённая ещё в XVIII столетии. Храм был освящён в честь архистратига Михаила.
По причине ветхости деревянной церкви в 1902 г. прихожане решили выделять на постройку нового каменного храма в течение 6 лет по 1 рублю с надела (всего в приходе насчитывалось 900 наделов), а также безвозмездно выполнять все строительные работы. В 1903 г. в селе был открыт собственный кирпичный завод.
Церковь была заложена 16 августа 1905 г. Работы по строительству и отделки церкви велись восемь лет. На сооружение этого храма с колокольней было использовано 650 тысяч штук кирпича, израсходовано 19 400 рублей. Отопление в церкви было паровым. Церковь Михаила Архангела была освящена в 1913 году епископом Смоленским и Дорогобужским Феодосием. В дореволюционные времена у храма было около 3 тысяч прихожан.
Храм сильно пострадал в 1939 году, когда церковное здание утратило колокольню и внутренне убранство, а позже и вовсе был закрыт по решению областной власти и использовался под нужды местного колхоза. Во время боёв Великой Отечественной войны были сильно повреждены кирпичные стены, крыша и одна из глав. Однако после освобождения Смоленщины богослужения в храме возобновились.
В начале 90-х годов многие иконы храма были украдены. Реставрация храма началась в 1995 году по благословению митрополита Кирилла.

## Конструкция
Храм Михаила Архангела построен в русском стиле. Кладка кирпичных стен на цементном растворе лицевая, наличники побелены. Верхние ярусы колокольни утрачены.
Высокий четверик храма завершён декоративным пятиглавием. Объёмы прямоугольных боковых выступов, гранёной апсиды и трапезной понижены. Лопатки на флангах фасадов покрыты ширинками. Наличники крупных объёмов имеют килевидное завершение. На западном фасаде трапезной и на восточных стенах притворов в кладке выложены восьмиконечные кресты, в пилонах, фланкирующих порталы, и в тимпанах треугольного фронтона над входами — кресты латинские.
Помещения соединены широкими арками. Перекрытия деревянные; в трапезной потолок плоский, в четверике — четырёхгранный колпак. На полах метлахская плитка.